# Carreidas 160
Carreidas 160 är en fiktiv flygplansmodell som förekommer i Tintinalbumet Plan 714 till Sydney av Hergé.
Carreidas 160 är ett tremotorigt affärsflygplan med plats för tio passagerare utrustat med Rolls-Royce Turboméca motorer och har variabel vinggeometri.
Flygplanets topphastighet kan mäta sig med moderna stridsflygplan.

## Liknande flygplan
- Learjet 35